# 柏林国立博物馆

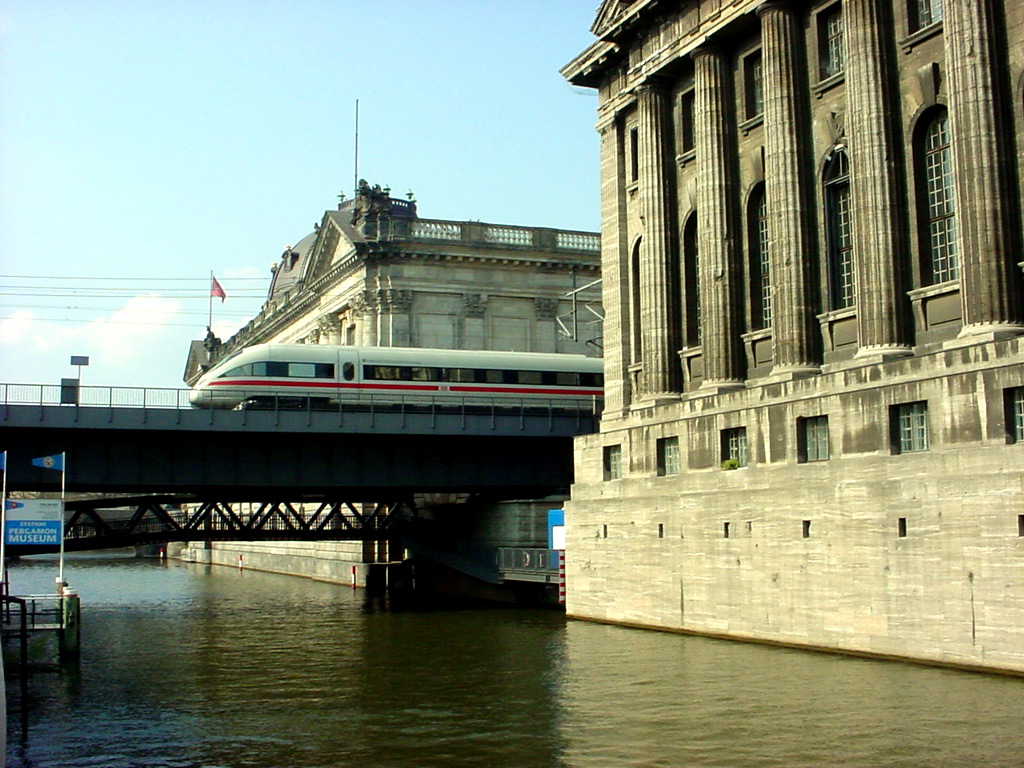
博物馆岛上的博德博物馆和佩加蒙博物館

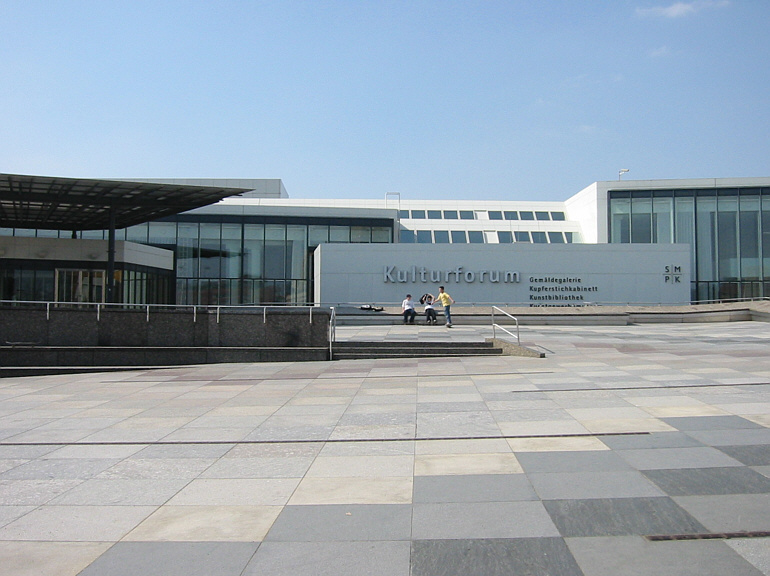
柏林文化广场

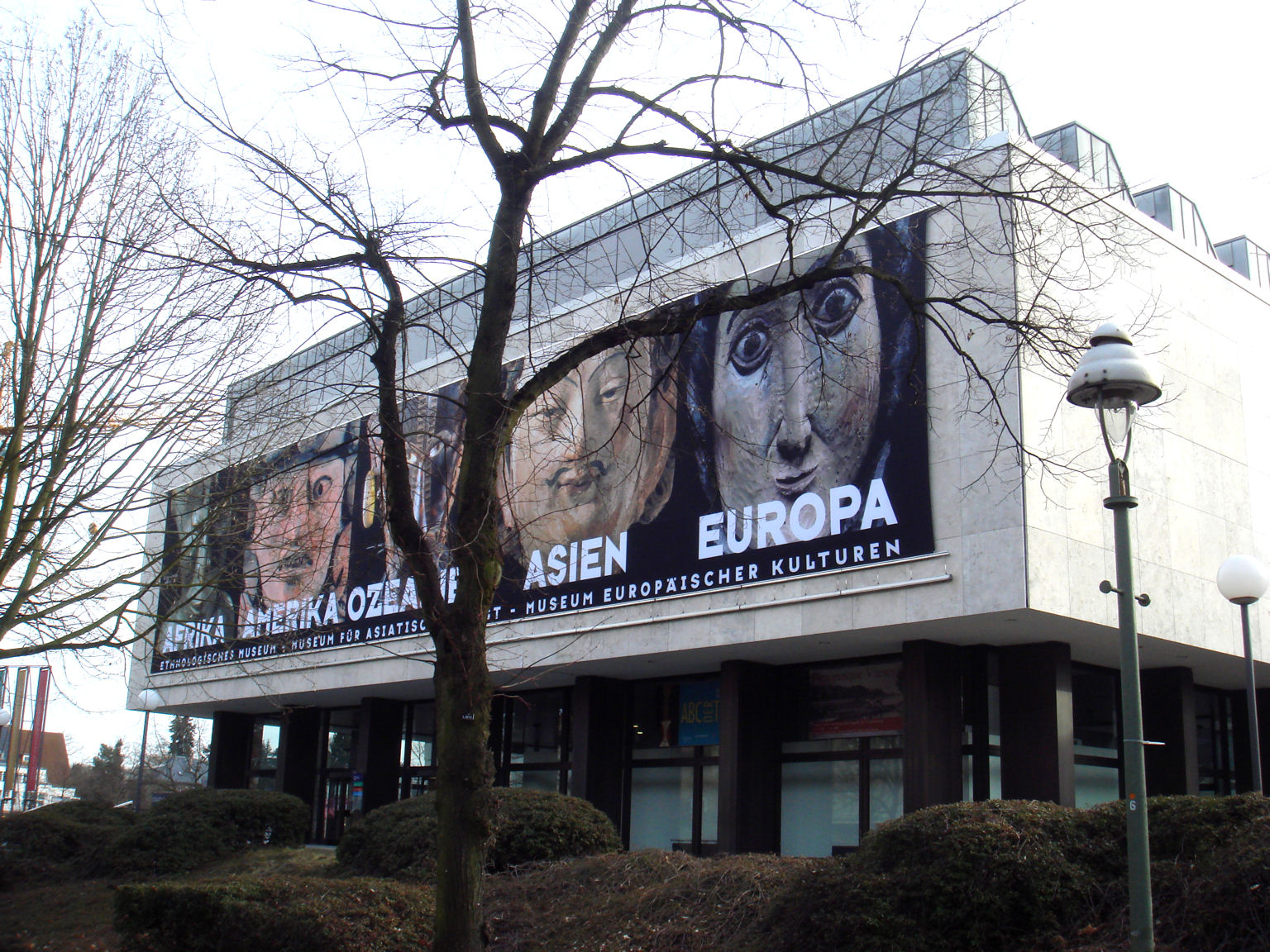
位于达勒姆的博物馆

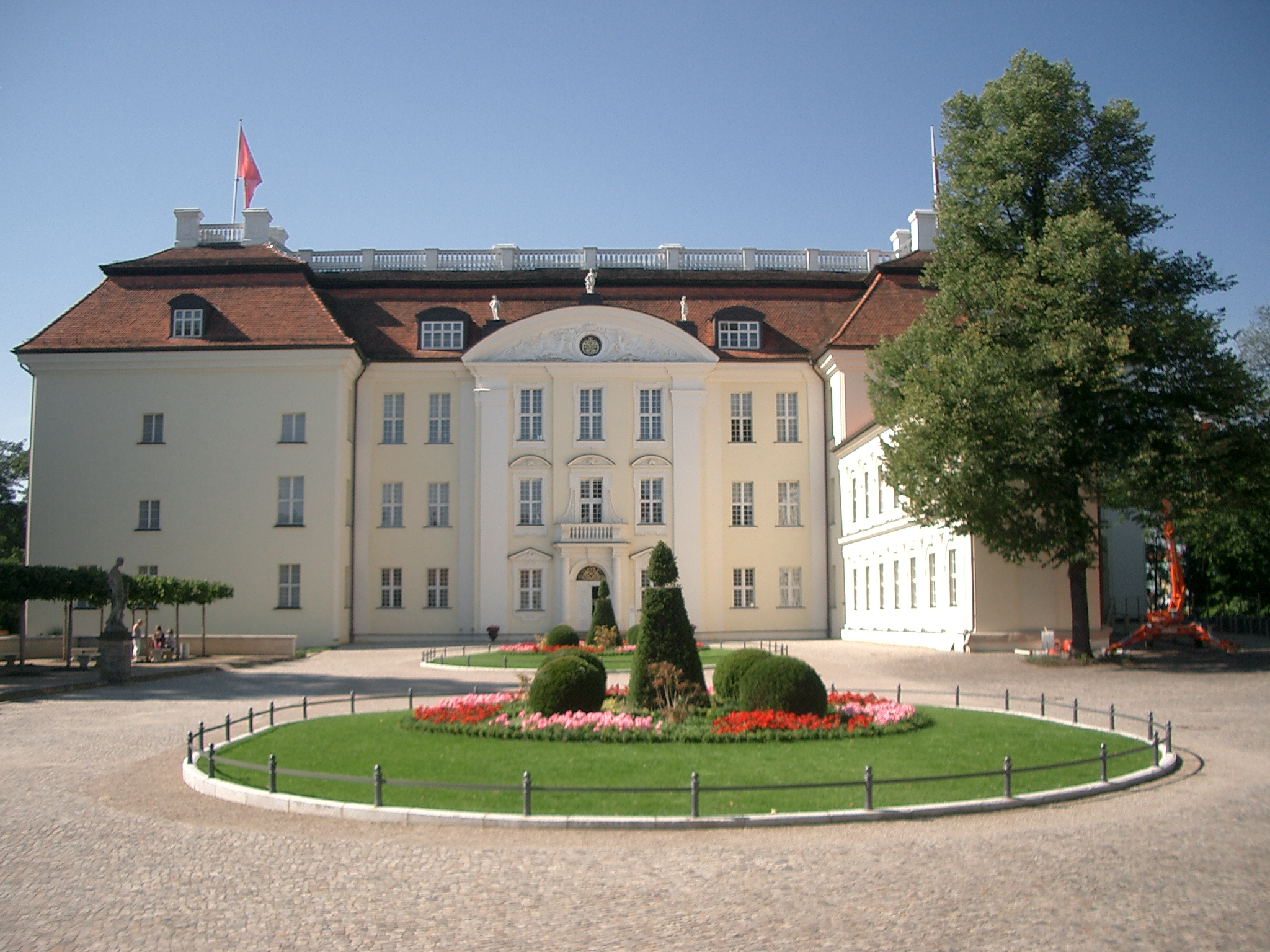
克珀尼克宫

柏林国立博物館（德語：Staatliche Museen zu Berlin）是位於德國柏林的一個博物館群，包括分布于全市5处的17家博物馆及若干研究机构、图书馆和支持机构，是目前欧洲最大的博物馆群。柏林国立博物館起源於成立於1830年的舊博物館，之後規模逐漸擴大。柏林国立博物館中又以博物館島上的博物館最為著名。

## 博物馆分布

### 米特
- 博物館島
  - 旧博物馆
  - 舊國家畫廊
  - 博德博物馆
  - 新博物馆
  - 佩加蒙博物館
- 弗里德里希韦尔德教堂

### 蒂尔加滕/莫阿比特
- 柏林文化广场
  - 畫廊
  - 柏林装饰艺术博物馆（馆舍之一）
  - 铜版画室
  - 艺术图书馆
  - 新國立美術館
- 漢堡車站美術館

### 夏洛滕堡
- 貝格魯恩博物館
- 摄影博物馆 / 赫尔穆特·牛顿基金会
- 沙爾夫-蓋爾斯滕貝格美術館
- 复制工坊（Gipsformerei）

### 达勒姆
- 柏林民族博物馆
- 亚洲艺术博物馆
- 欧洲文化博物馆

### 克珀尼克宫
- 装饰艺术博物馆（馆舍之一）

### 柏林国立图书馆
- 有两处对公众开放

## 外部連結
- 官方网站 （页面存档备份，存于）